# ماركو أنطونيو خيمينيز
ماركو أنطونيو خيمينيز (بالإسبانية: Marco Antonio Jiménez Gonzalez)‏ (2 مارس 1981 في المكسيك - ) هو لاعب كرة قدم مكسيكي في مركز الوسط. لعب مع نادي تيخوانا ونادي جامعة غوادالاخارا وتيبورونيس روخوس دي فيراكروز ونادي سيلايا ونادي كيريتارو.

## وصلات خارجية
- ماركو أنطونيو خيمينيز على موقع قاعدة بيانات كرة القدم.إي يو (الإنجليزية)
- ماركو أنطونيو خيمينيز على موقع Soccerway.com (الإنجليزية)
- ماركو أنطونيو خيمينيز على موقع AS.com (الإسبانية)